# Atractodes subsimilis
Atractodes subsimilis är en stekelart som beskrevs av Forster 1876. Atractodes subsimilis ingår i släktet Atractodes och familjen brokparasitsteklar. Inga underarter finns listade.